# Ourique
Ourique ist eine Kleinstadt (Vila) und ein Kreis (Concelho) in Portugal mit 2804 Einwohnern (Stand 19. April 2021).

## Geschichte
Die Spuren menschlicher Präsenz im heutigen Kreisgebiet führen zurück bis in die Altsteinzeit. Als Gründungsdatum des heutigen Orts wird üblicherweise 711 angegeben, als die Mauren die Iberische Halbinsel eroberten und hier eine Siedlung gründeten. Im Jahr 1139 fand hier vermutlich die Schlacht von Ourique statt. Dieser Sieg des späteren ersten Königs Portugals, D.Afonso Henriques, über die Araber war ein entscheidender Schritt zur Unabhängigkeit des Königreich Portugals. Jedoch ist nicht eindeutig zu bestimmen, ob die Schlacht tatsächlich an diesem Ourique ausgefochten wurde.
König D.Dinis verlieh Ourique 1290 seine ersten Stadtrechte (Foral), die König Manuel I. im Jahr 1510 erneuerte.

## Kultur und Sehenswürdigkeiten

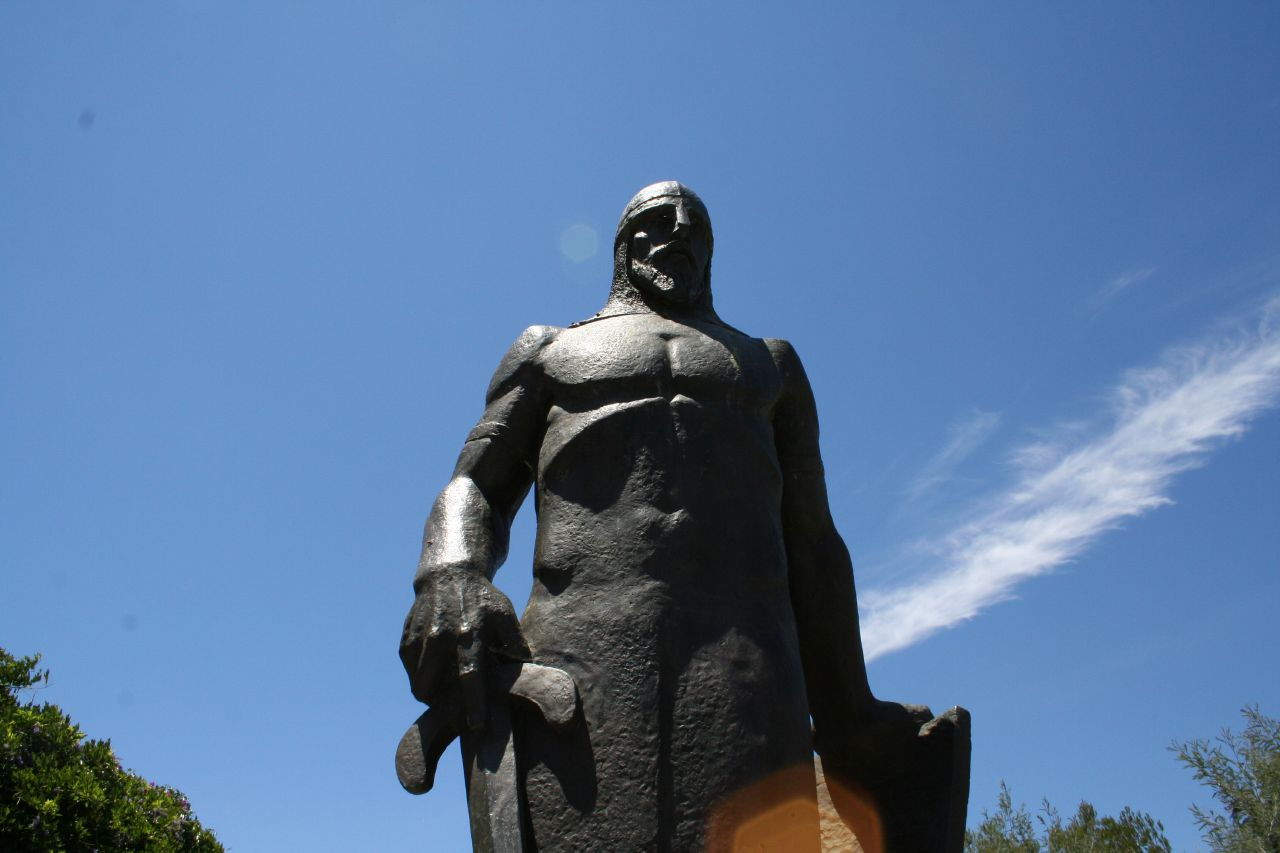
Denkmal von König Henrique im Park von Ourique
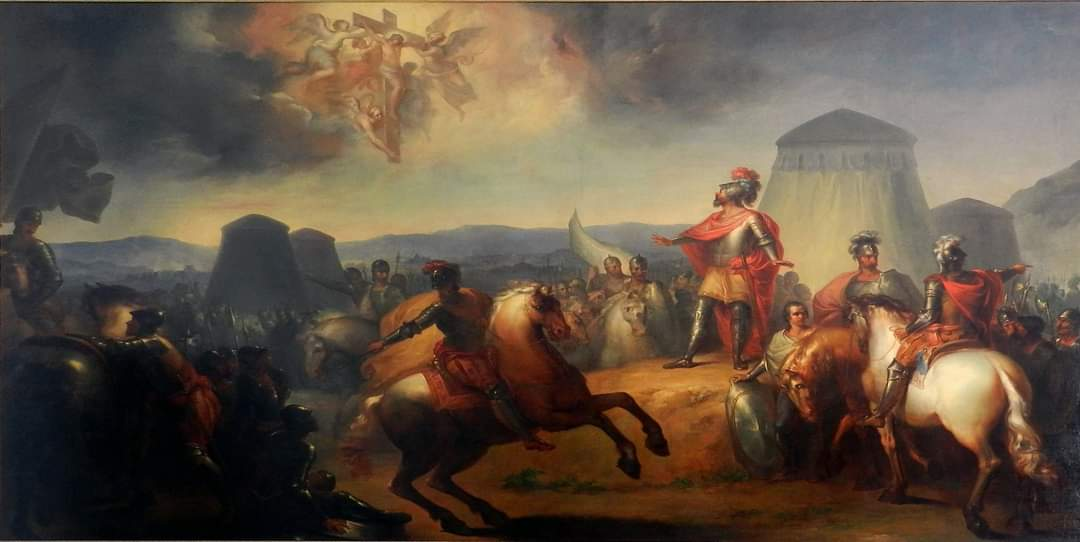
Gemälde „Schlacht bei Ourique“ (1139) von Domingos Sequeira (1768–1837)
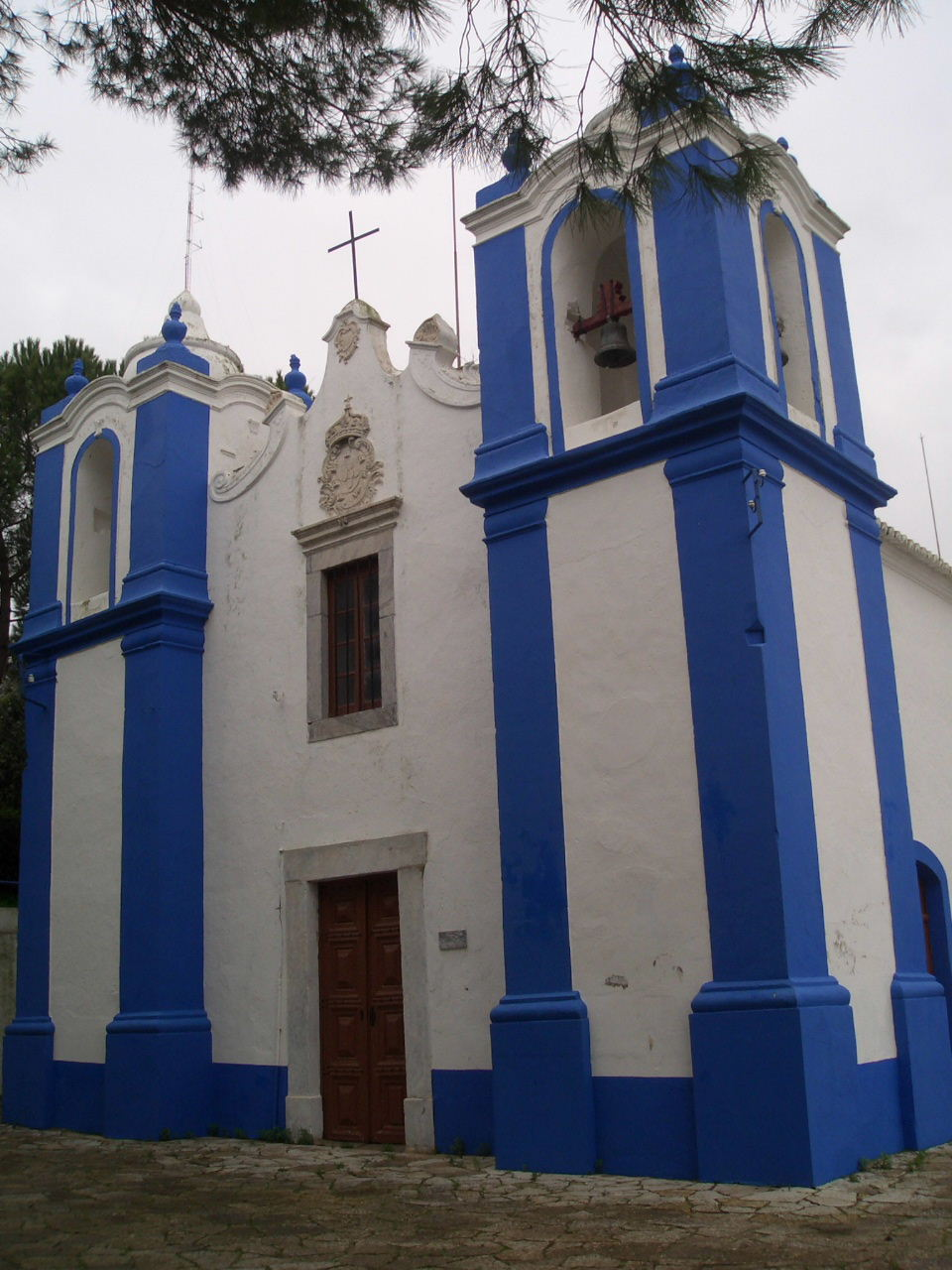
Kirche Igreja da Nossa Senhora da Cola

Zu den zahlreichen Baudenkmälern des Ortes zählen verschiedene öffentliche Gebäude, historische Wohnhäuser und Sakralbauten, darunter die Wallfahrtskirche Igreja de Nossa Senhora da Cola. Die einschiffige Barockkirche aus dem 17. Jahrhundert verfügt über Altarretabel und zwei Kirchtürme. Auch die Ausgrabungen der islamischen Burg Castelo de Cola (auch Castro de Cola und Cidade Marrachique), die auf eine eisenzeitliche Wallburg zurückgeht, ist geschützt.
Der Männerchor Grupo Coral de Ourique wurde 1947 gegründet und trat mit seinem Repertoire des typischen Gesangs des Alentejo, dem Cante Alentejano, auch schon international (Belgien, Frankreich) auf. Nach der Gründung des portugiesischen Fernsehens RTP war es 1957 der erste Chor, der im Fernsehen des Landes auftrat.

## Verwaltung

### Kreis Ourique
Ourique ist Verwaltungssitz eines gleichnamigen Kreises. Die Nachbarkreise sind (im Uhrzeigersinn im Norden beginnend): Santiago do Cacém, Aljustrel, Castro Verde, Almodôvar, Silves sowie Odemira.
Mit der Gebietsreform im September 2013 wurden mehrere Gemeinden zu neuen Gemeinden zusammengefasst, sodass sich die Zahl der Gemeinden von zuvor sechs auf vier verringerte.
Die folgenden Gemeinden (freguesias) liegen im Kreis Ourique:

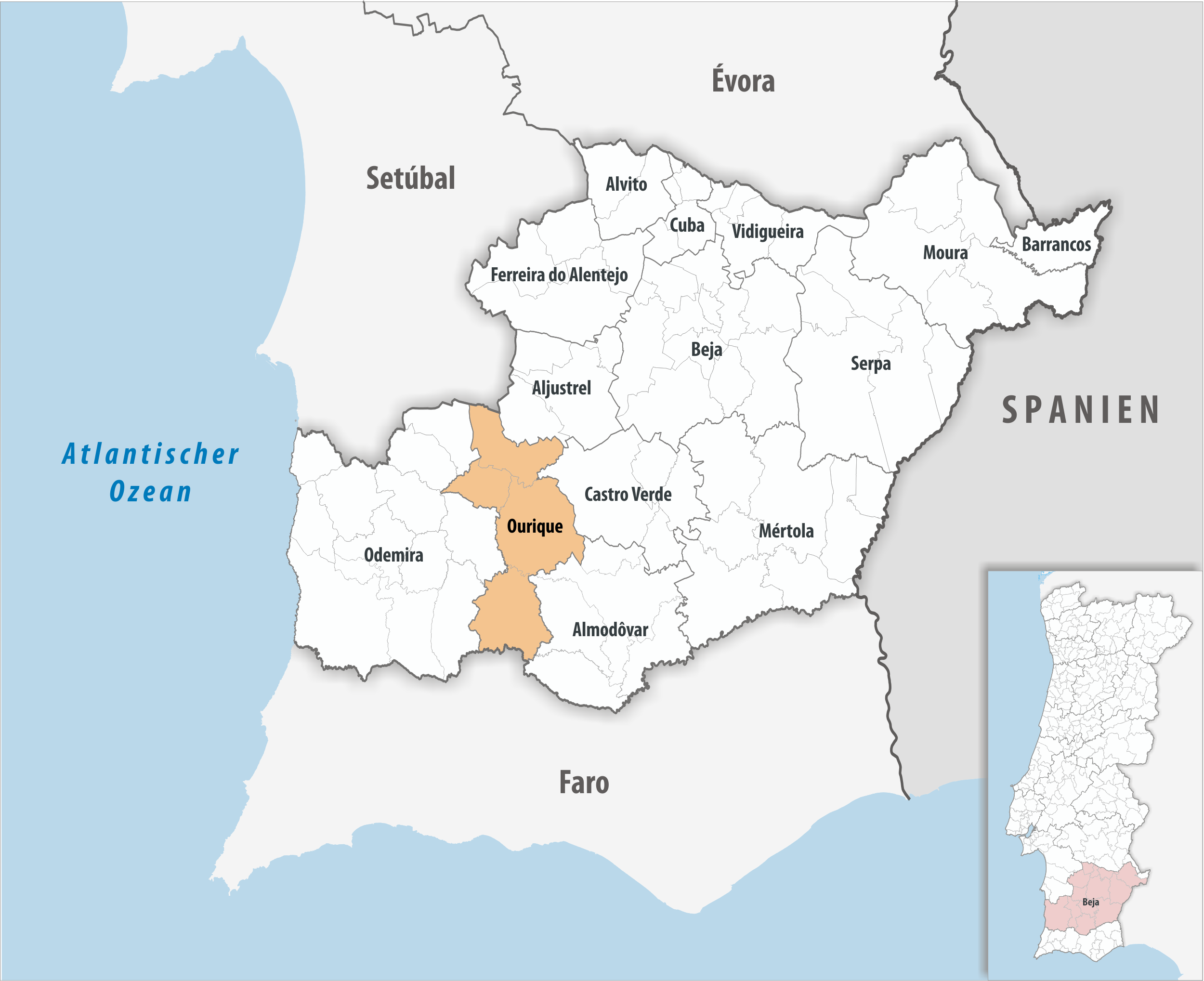
Kreis Ourique

| Gemeinde             | Einwohner (2021) | Fläche km² | Dichte Einw./km² | LAU- Code |
| -------------------- | ---------------- | ---------- | ---------------- | --------- |
| Garvão e Santa Luzia | 887              | 79,15      | 11               | 021207    |
| Ourique              | 2.804            | 249,70     | 11               | 021203    |
| Panoias e Conceição  | 488              | 143,53     | 3                | 021208    |
| Santana da Serra     | 660              | 190,94     | 3                | 021206    |
| Kreis Ourique        | 4.839            | 663,32     | 7                | 0212      |

### Bevölkerungsentwicklung
| Einwohnerzahl im Kreis Ourique (1801–2011) | Einwohnerzahl im Kreis Ourique (1801–2011) | Einwohnerzahl im Kreis Ourique (1801–2011) | Einwohnerzahl im Kreis Ourique (1801–2011) | Einwohnerzahl im Kreis Ourique (1801–2011) | Einwohnerzahl im Kreis Ourique (1801–2011) | Einwohnerzahl im Kreis Ourique (1801–2011) | Einwohnerzahl im Kreis Ourique (1801–2011) | Einwohnerzahl im Kreis Ourique (1801–2011) | Einwohnerzahl im Kreis Ourique (1801–2011) |
| ------------------------------------------ | ------------------------------------------ | ------------------------------------------ | ------------------------------------------ | ------------------------------------------ | ------------------------------------------ | ------------------------------------------ | ------------------------------------------ | ------------------------------------------ | ------------------------------------------ |
| 1801                                       | 1849                                       | 1900                                       | 1930                                       | 1960                                       | 1981                                       | 1991                                       | 2001                                       | 2004                                       | 2011                                       |
| 6480                                       | 8205                                       | 9143                                       | 14.014                                     | 15.002                                     | 7969                                       | 6597                                       | 6199                                       | 5842                                       | 5389                                       |

### Kommunaler Feiertag
- 8. September